# Виробничий маркетинг
Виробни́чий ма́ркетинг — маркетинг, що розглядає процеси виробництва (обсяги, продуктивність праці, собівартість) як основний засіб досягнення комерційного успіху на ринку; ефективний на ринку, де попит перевищує пропонування (ринок товаровиробника). Виробнича концепція характерна для першого етапу маркетингу (1860–1920 p.)
Головною метою, на яку орієнтується менеджер, керівник підприємством, є вдосконалення виробництва, що сприяє збільшенню випуску продукції і практично «автоматично» веде до зростання продажів, а, отже, до збільшення прибутку.
Застосування цієї концепції має місце в наступних випадках:
- основна частина реальних і потенційних споживачів на ринку має обмежений, невеликий дохід;
- попит на даний товар перевищує пропозицію і частину споживачів, які хоча їм і не подобається запропонований товар, купують його, задовольняючи тим самим ненадовго свої потреби;
- в умовах виробництва, особливо нової продукції, собівартість велика і потрібно знайти спосіб її швидкого зниження з метою досягнення необхідної частки на ринку.

Недолік даної концепції: пріоритети покупців можуть змінитися від низьких цін і легкої доступності товарів до більш дорогої, якіснішої продукції.